# Haut-Balaton
Le Haut-Balaton est une région viticole hongroise située dans les comitats de Veszprém et Zala, dans la région naturelle du haut Balaton. Le vin qui y est produit est le Cserszegi fűszeres.